# Microtus dogramacii
Microtus dogramacii és una espècie de mamífer rosegador de la família dels cricètids. És endèmic del centre de Turquia, on viu a altituds d'entre 200 i 800 msnm. El seu hàbitat natural són les zones obertes i seques, incloent-hi els camps de conreu. És una espècie en risc mínim, és a dir, no sembla que hi hagi cap amenaça significativa per a la seva supervivència.
L'espècie fou anomenada en honor del zoòleg turc Salih Doğramacı.